# Fjord Ilulissat
Fjord Ilulissat (danski: Ilulissat icefjord, grenlandski: Ilulissat Kangerlua) je fjord na zapadu Grenlanda, 250 km sjeverno od Arktičkog kruga, koji se proteže 40 km prema zapadu od Grenlandske ledene kape do zaljeva Disko, južno od grada Ilulissata.
Na njegovom istočnom dijelu nalazi se glečer Jakobshavn Isbræ (grenlandski: Sermeq Kujalleq) koji je najaktivniji glečer sjeverne polutke. On se ljeti pomjera 20-30 metara dnevno pri čemu se od glečera odlama 20 milijardi tona ledenih santi koje plutaju i izlaze iz fjorda svake godine. 
Neke od tih ledenih santi su iznimno velike (do 1000 metara visine), te plutaju fjordom godinama dok ih glečer ne polomi na manje komade koje isplivaju iz fjorda i plutaju sjeverno nošeni morskom strujom dok naposljetku ne okrenu na jug prema Atlantskom oceanu. Većina santi se ne otopi dok ne dosegnu 45°-40° paralelu (paralela na kojoj se nalazi New York; južnije od Londona).
Fjord Ilulissat je upisan na UNESCO-ov popis mjesta svjetske baštine u Sjevernoj Americi 2004. godine kao „jedan od najviše istraživanih glečera koji je pomogao razvoju razumijevanja klimatskih promjena i glaciologije ledenih kapa” Također, kombinacija ogromne ledene ploče i dramatičnih zvukova brzog ledenjačkog toka koji se slijeva u fjord prekriven santama leda čini dramatičan prirodni fenomen koji izaziva strahopoštovanje.